# Yes,we are.
『Yes,we are.』（イエス ウィー アー）は、プリングミンのデビューミニアルバムである。2008年4月23日発売。

## 収録曲
全作詞/作曲/編曲：プリングミン
1. オレンジ
2. FUN
3. トンネル
4. the time has come
5. 泳ぐ声
6. in my room